# Grijsgroene zomervlinder
De grijsgroene zomervlinder (Pseudoterpna pruinata) is een nachtvlinder uit de familie van de spanners (Geometridae). 

## Kenmerken
De voorvleugellengte bedraagt tussen de 14 en 19 mm. De basiskleur van de voorvleugel is groen en verbleekt naar lichtgrijs. Over de voorvleugel lopen twee sterk gegolfde donkergroene tot zwarte dwarslijnen.

## Levenscyclus
De grijsgroene zomervlinder gebruikt brem en gaspeldoorn als waardplanten. De rups is te vinden van juli tot mei en overwintert. Er is jaarlijks een generatie die vliegt van halverwege juni tot in september. Soms vliegt er een partiële tweede generatie.

## Voorkomen
De soort komt verspreid in een groot deel van Europa voor. De grijsgroene zomervlinder is in Nederland een zeldzame en in België een niet zo gewone soort. 